# Alprenolol
Alprenolol (alfeprol, alprenololum, gubernal, regletin, yobir, aplobal, aptine, aptol duriles), je neselektivni beta blokator kao i antagonist  receptor, koji se koristi u lečenju angine pektoris. Njega više ne prodaje AstraZeneca, ali je dostupan od drugih farmaceutskih kompanija kao generički lek.

## Literatura
1. ↑  Hickie JB (1970). „Alprenolol ("aptin") in angina pectoris. A double-blind multicentre trial”. Med. J. Aust. 2 (6): 268—72. PMID 4393977.

|  | Molimo Vas, obratite pažnju na važno upozorenje u vezi sa temama iz oblasti medicine (zdravlja). |